# Erich Tülff von Tschepe und Weidenbach
Erich Franz Theodor Tülff, à partir de 1913 Tülff von Tschepe und Weidenbach (né le 28 janvier 1854 à Breslau et mort le 2 février 1934 à Ober Langenöls) est un général d'infanterie prussien.

## Famille
Erich (également appelé Franz) est le fils de Friedrich Tülff (1816-1859), médecin généraliste à Breslau et son épouse Ida, née Micke (1823-1890). Il se marie avec Antonie von Tschepe und Weidenbach (née le 24 décembre 1854 à Waldenburg/Silésie) le 19 septembre 1878 à Breslau. Son père est conseiller minier et dernier de sa lignée, chevalier de Bohême, diplôme du 16 mars 1702
Enfants:
- Charlotte (née le 3 septembre 1879).
- Werner (né le 9 septembre 1882), premier lieutenant royal prussien dans le 11e régiment d'artillerie de campagne, se marie avec Hanna Claessen (26 avril 1884) le 28 mars 1912, lieu de résidence (1915) : Cassel.
- Ida (née le 27 août 1884 à Brieg), se marie le 8 octobre 1906 à Hanau avec Walter Boehm, premier lieutenant royal prussien du 8e régiment d'artillerie de campagne, lieu de résidence (1915) : Berlin.
- Stephan (né le 25 mai 1890 et mort le 13 juin 1962 à Cassel), marié à Margarete Heinke (1896-1958), premier lieutenant royal prussien au 57e régiment d'artillerie de campagne, lieu de résidence (1915) : Neustadt-en-Haute-Silésie .
- Peter (né le 4 octobre 1894 à Magdebourg et mort le 22 juin 1916 près de Lunéville (tué comme observateur de vol)[3]), premier lieutenant royal prussien au 11e régiment d'artillerie de campagne, lieu de résidence (1915) : Cassel.

## Carrière militaire
À l'occasion du 25e anniversaire de son règne, l'empereur Guillaume II l'élève au rang de noblesse héréditaire prussienne sous le nom de « Tülff von Tschepe und Weidenbach » le 16 juin 1913,
Carrière dans l'armée prussienne :
- 29 octobre 1872 Service dans le 51e régiment d'artillerie de campagne – Breslau, Brieg (à partir de 1874)
- 12 février 1874 Sous-lieutenant
- 13 mars 1884 Premier lieutenant
- 1er avril 1887 Dans l'état-major du 51e régiment d'artillerie de campagne à Breslau
- 2 mars 1889 Service à l'état-major à Berlin
- 22 mars 1889 Capitaine
- 30 mars 1892 46e régiment d'infanterie – Posen
- 17 février 1894 Grand État-Major – Berlin
- 14 mai 1894 7e division d'infanterie – Magdebourg (dans l'état-major du général von Dettinger (de))
- 18 octobre 1894 Promu major
- Le 12 septembre 1896 À nouveau au Grand État-Major à Berlin
- 21 avril 1897 Chemin de fer Impérial – Alsace-Lorraine
- 17 juillet 1897 Grand État-Major – Berlin
- 20 juillet 1898 Commandant du 112e régiment d'infanterie (de) à Mulhouse
- 18 avril 1901 Chef d'état-major général du 16e corps d'armée à Metz (sous la direction du général von Haeseler)
- 18 avril 1901, Promu lieutenant-colonel
- 18 avril 1903, Promu colonel
- 4 février 1904 Commandant du 166e régiment d'infanterie à Hanau
- 11 septembre 1907, Promu major général
- 10/01/1907 Commandant de la 10e brigade d'infanterie (de) à Francfort-sur-l'Oder
- 18 octobre 1910 Commandant de la 12e division d'infanterie à Neisse (successeur du général von der Groeben)
- 27 janvier 1911 Promu lieutenant général[7]
- 25 juin 1913 au 4 octobre 1914 Général commandant du 8e corps d'armée à Coblence, opération militaire dans le cadre de la 4e armée dans la région de Vitry (Bataille de la Marne)
- 5 octobre 1914 au 31 janvier 1917 Mis à disposition
- 2 février 1917 au 11 novembre 1918 Gouverneur militaire de Valachie en Roumanie.

## Décorations
- Ordre de l'Aigle rouge, 2e classe avec étoiles et feuilles de chêne[8].
- Croix de décoration de service prussienne
- Croix du Mérite militaire prussienne
- Ordre royal du Mérite militaire bavarois, croix d'officier.
- Ordre royal saxon d'Albrecht, 3e classe.
- Ordre de la Couronne de Wurtemberg, croix de chevalier avec insignes du lion.
- Ordre du Lion de Zaeringen, commandeur de 2e classe.
- Ordre de la Couronne belge, chevalier.
- Ordre de la Couronne de fer (Autriche), 1re classe (décerné en 1917)[9]

## Photographies
- Portrait en buste, portrait en uniforme (carte publicitaire Stollwerck).
- Discussion sur les manœuvres entre le comte Gottlieb von Häseler, général, avec Franz Tülff von Tschepe et Weidenbach, colonel lors des manœuvres impériales de 1901. Photographie de Franz Tellgmann.
- Fils Peter (1894-1916) en uniforme , photo couleur non datée